# Regeringen H.C. Hansen I
Regeringen H.C. Hansen I var Danmarks regering 1 februari 1955 - 28 maj 1957. Denna regering bestod av ministrar från Socialdemokraterne.
| Ämbete                          | Minister | Minister               | Period                            |
| ------------------------------- | -------- | ---------------------- | --------------------------------- |
| Statsminister                   |          | H.C. Hansen            | 1 februari 1955 - 28 maj 1957     |
| Utrikesminister                 |          | H.C. Hansen            | 1 februari 1955 - 28 maj 1957     |
| Finansminister                  |          | Viggo Kampmann         | 1 februari 1955 - 28 maj 1957     |
| Ekonomiminister                 |          | Jens Otto Krag         | 1 februari 1955 - 28 maj 1957     |
| Försvarsminister                |          | Rasmus Hansen          | 1 februari 1955 - 25 maj 1956     |
| Försvarsminister                |          | Poul Hansen            | 25 maj 1956 - 28 maj 1957         |
| Undervisningsminister           |          | Julius Bomholt         | 1 februari 1955 - 28 maj 1957     |
| Justitieminister                |          | Hans Hækkerup          | 1 februari 1955 - 28 maj 1957     |
| Inrikesminister                 |          | Johannes Kjærbøl       | 1 februari 1955 - 30 augusti 1955 |
| Inrikesminister                 |          | Carl Petersen          | 30 augusti 1955 - 28 maj 1957     |
| Jordbruksminister               |          | J.S. Smørum            | 1 februari 1955 - 28 maj 1957     |
| Kyrkominister                   |          | Bodil Koch             | 1 februari 1955 - 28 maj 1957     |
| Bostadsminister                 |          | Johannes Kjærbøl       | 1 februari 1955 - 28 maj 1957     |
| Fiskeriminister                 |          | Christian Christiansen | 1 februari 1955 - 28 maj 1957     |
| Arbetsminister                  |          | Jens Otto Krag         | 1 februari 1955 - 28 maj 1957     |
| Handelsminister                 |          | Lis Groes              | 1 februari 1955 - 28 maj 1957     |
| Minister för Grönland           |          | Johannes Kjærbøl       | 30 augusti 1955 - 28 maj 1957     |
| Minister för offentliga arbeten |          | Carl Petersen          | 1 februari 1955 - 30 augusti 1955 |
| Minister för offentliga arbeten |          | Kai Lindberg           | 30 augusti 1955 - 28 maj 1957     |
| Socialminister                  |          | Johan Strøm            | 1 februari 1955 - 28 maj 1957     |
| Minister utan portfölj          |          | Ernst Christiansen     | 1 februari 1955 - 28 maj 1957     |